# 戰時收購私鐵
戰時收購私鐵（日语：／ Senji baishū shitetsu）指的是太平洋戰爭期間，日本政府依據1941年（昭和16年）修改的《陸運統制令》，於1943年（昭和18年）至1944年（昭和19年）將22家私鐵強制收歸國有。

## 概要
從1906年（明治39年）起施行的《鐵道國有法》（鉄道国有法），有不少私鐵國有化。在太平洋戰爭開始後，為了軍事需求，便以《國家總動員法》（国家総動員法）修改《陸運統制令》，以強制收購私鐵。
被收購的私鐵業者，往往是突然接到電報，強行要求公司負責人配合在收購契約用印，不配合者則被冠上非國民的惡名。政府並非以現金支付費用給被收購者，而是以戰時發行的公債代替。在戰後這些公債往往因通貨膨脹淪為廢紙，無法換取現金。被收購鐵路的公司由於喪失原本營運的路線，大多陷入歇業狀態甚至倒閉，僅相模鐵道因還有其他路線而持續營運鐵路事業，鶴見臨港鐵道納入京濱急行電鐵旗下成為子公司，轉型成不動產事業。
在戰後，關東地方幾家被收購的私鐵業者要求政府履行戰時鐵道省口頭承諾、歸還所收購的鐵道路線。雖然處理戰時收購私鐵問題的《鐵道還元法案》在日本國有鐵道成立前送交國會審議，但因被收購私鐵業者大多為產業用鐵路，有財閥背景，與管治日本的盟軍司令部推動之財閥解體政策不同調，兩度未獲參眾議院通過而不了了之。

## 收購路線列表
| 收購日期     | 公司名                   | 所在地               | 收購價格       | 對象區間             | 收購後 所屬路線 | 變遷                                                                                               |
| ------------ | ------------------------ | -------------------- | -------------- | -------------------- | --------------- | -------------------------------------------------------------------------------------------------- |
| 1943年4月1日 | 小野田鐵道               | 山口縣               | 543,094日圓    | 全線                 | 小野田線        | 宇部西線納入，再度改名為小野田線，現由JR西日本營運。                                               |
| 1943年5月1日 | 宇部鐵道                 | 山口縣               | 11,632,101日圓 | 全線                 | 宇部東線        | 改名為宇部線，現由JR西日本營運。                                                                   |
| 1943年5月1日 | 宇部鐵道                 | 山口縣               | 11,632,101日圓 | 全線                 | 宇部西線        | 改名為小野田線，現由JR西日本營運。                                                                 |
| 1943年5月1日 | 小倉鐵道                 | 福岡縣               | 10,096,969日圓 | 全線                 | 添田線          | 添田站至彥山站路段與日田線合併為日田彦山線，添田線被列為特定地方交通線，於1985年4月1日起停駛廢線。 |
| 1943年6月1日 | 富山地方鐵道             | 富山縣               | 4,326,826日圓  | 富岩線               | 富山港線        | 2006年民營化後由富山輕軌接管，並改建為輕軌線。2020年2月富山輕軌與富山地方鐵道合併。                |
| 1943年6月1日 | 播丹鐵道                 | 兵庫縣               | 14,632,140日圓 | 全線                 | 加古川線        | 現由JR西日本營運。                                                                                 |
| 1943年6月1日 | 播丹鐵道                 | 兵庫縣               | 14,632,140日圓 | 全線                 | 高砂線          | 被指定為特定地方交通線，於1984年12月1日起停駛廢線。                                                |
| 1943年6月1日 | 播丹鐵道                 | 兵庫縣               | 14,632,140日圓 | 全線                 | 北條線          | 1985年4月1日轉型為第三部門鐵道，由北条鐵道接管營運                                                 |
| 1943年6月1日 | 播丹鐵道                 | 兵庫縣               | 14,632,140日圓 | 全線                 | 三木線          | 1985年4月1日轉型為第三部門鐵道，由三木鐵道接管營運。2008年4月1日起停駛廢線。                       |
| 1943年6月1日 | 播丹鐵道                 | 兵庫縣               | 14,632,140日圓 | 全線                 | 鍛冶屋線        | 被指定為特定地方交通線，於1990年4月1日起停駛廢線。                                                 |
| 1943年7月1日 | 鶴見臨港鐵道             | 神奈川縣             | 16,896,808日圓 | 全線                 | 鶴見線          | 現由JR東日本營運。                                                                                 |
| 1943年7月1日 | 產業水泥鐵道             | 福岡縣               | 6,280,349日圓  | 全線                 | 後藤寺線        | 現由JR九州營運。                                                                                   |
| 1943年7月1日 | 產業水泥鐵道             | 福岡縣               | 6,280,349日圓  | 全線                 | 糸田線          | 1989年10月1日轉型為第三部門鐵道，由平成筑豐鐵道接管營運。                                          |
| 1943年8月1日 | 北海道鐵道               | 北海道               | 8,757,252日圓  | 全線                 | 千歳線          | 現由JR北海道營運。                                                                                 |
| 1943年8月1日 | 北海道鐵道               | 北海道               | 8,757,252日圓  | 全線                 | 富內線          | 被指定為特定地方交通線，於1986年11月1日起停駛廢線。                                                |
| 1943年8月1日 | 伊那電氣鐵道             | 長野縣               | 21,754,657日圓 | 全線                 | 飯田線          | 現由JR東海營運。                                                                                   |
| 1943年8月1日 | 三信鐵道                 | 愛知縣 靜岡縣 長野縣 | 16,354,924日圓 | 全線                 | 飯田線          | 現由JR東海營運。                                                                                   |
| 1943年8月1日 | 鳳來寺鐵道               | 愛知縣               | 3,145,516日圓  | 全線                 | 飯田線          | 現由JR東海營運。                                                                                   |
| 1943年8月1日 | 豐川鐵道                 | 愛知縣               | 19,803,071日圓 | 全線                 | 飯田線          | 現由JR東海營運。                                                                                   |
| 1944年4月1日 | 青梅電氣鐵道             | 東京都               | 20,202,378日圓 | 全線                 | 青梅線          | 現由JR東日本營運。                                                                                 |
| 1944年4月1日 | 南武鐵道                 | 神奈川縣 東京都      | 27,443,962日圓 | 全線                 | 南武線          | 現由JR東日本營運。                                                                                 |
| 1944年4月1日 | 南武鐵道                 | 神奈川縣 東京都      | 27,443,962日圓 | 全線                 | 五日市線        | 現由JR東日本營運。                                                                                 |
| 1944年5月1日 | 宮城電氣鐵道             | 宮城縣               | 24,005,946日圓 | 全線                 | 仙石線          | 現由JR東日本營運。                                                                                 |
| 1944年5月1日 | 南海鐵道                 | 大阪府 和歌山縣      | 63,894,384日圓 | 山手線               | 阪和線          | 現由JR西日本營運。                                                                                 |
| 1944年5月1日 | 西日本鐵道               | 福岡縣               | 14,063,499日圓 | 糟屋線               | 香椎線          | 現由JR九州營運。                                                                                   |
| 1944年5月1日 | 西日本鐵道               | 福岡縣               | 14,063,499日圓 | 宇美線               | 勝田線          | 被指定為特定地方交通線，於1985年4月1日起停駛廢線。                                                 |
| 1944年6月1日 | 相模鐵道                 | 神奈川縣             | 3,900,000日圓  | 相模線               | 相模線          | 現由JR東日本營運。                                                                                 |
| 1944年6月1日 | 飯山鐵道                 | 長野縣 新潟縣        | 9,350,000日圓  | 全線                 | 飯山線          | 現由JR東日本營運。                                                                                 |
| 1944年6月1日 | 中國鐵道                 | 岡山縣               | 11,718,639日圓 | 全線                 | 津山線          | 現由JR西日本營運。                                                                                 |
| 1944年6月1日 | 中國鐵道                 | 岡山縣               | 11,718,639日圓 | 全線                 | 吉備線          | 現由JR西日本營運。                                                                                 |
| 1944年7月1日 | 奥多摩電氣鐵道（未成線） | 東京都               | 7,170,000日圓  | （已取得許可的路線） | 青梅線          | 收購日起併入青梅線開始營運                                                                         |
| 1944年7月1日 | 膽振縱貫鐵道             | 北海道               | 9,484,302日圓  | 全線                 | 膽振線          | 被指定為特定地方交通線，於1986年4月1日起停駛廢線。                                                 |

### 書目
- 『日本国有鉄道百年史 第11巻』1973年、875-948頁